# Districte municipal de Joniškis
El Districte municipal de Joniškis (en lituà: Joniškio rajono savivaldybė) és un dels 60 municipis de Lituània, situat dins del comtat de Šiauliai, i que forma part de la regió de Aukštaitija. El centre administratiu del municipi és la ciutat Joniškis.

## Seniūnijos del districte municipal de Joniškis
- Gaižaičių seniūnija (Gaižaičiai)
- Gataučių seniūnija (Gataučiai)
- Joniškio seniūnija (Joniškis)
- Kepalių seniūnija (Kirnaičiai)
- Kriukų seniūnija (Kriukai)
- Rudiškių seniūnija (Rudiškiai)
- Satkūnų seniūnija (Satkūnai)
- Saugėlaukio seniūnija (Bariūnai)

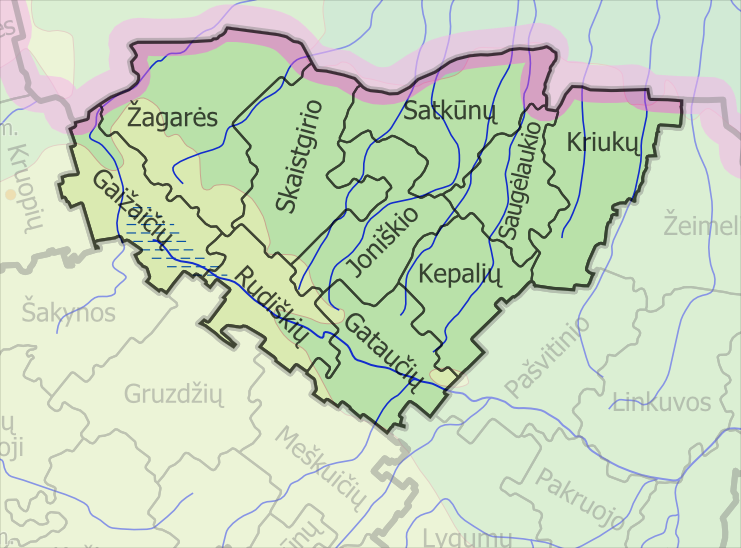
Mapa del districte

- Skaistgirio seniūnija (Skaistgirys)
- Žagarės seniūnija (Žagarė)